# Massimiliano Donati
Pour les articles homonymes, voir Donati.
Massimiliano Donati (né le 16 juin 1979 à Rieti) est un athlète italien, spécialiste du sprint.

## Biographie
C'est le frère aîné de Roberto Donati.
Il remporte 7 médailles lors de compétitions internationales, toutes avec le relais national italien. Il participe aux Jeux olympiques d'été de 2004.